# یخی (ترانه)
«یخی» (انگلیسی: Icy) ترانه‌ای از گروه دخترانه کره جنوبی ایتزی و از نخستین آلبوم چندآهنگه (ئی‌پی) گروه به نام این یخیه است. این ترانه به عنوان تک‌آهنگ آغازین این آلبوم در ۲۰ ژوئیه ۲۰۱۹ توسط جی‌وای‌پی انترتینمنت منتشر شد. نسخه انگلیسی‌زبان ترانه «یخی» در نخستین ئی‌پی انگلیسی‌زبان گروه به نام خجالت نکش (ورژن انگلیسی) و نسخه ژاپنی زبان در نخستین آلبوم گردآوری شده گروه به نام این ایتزیه با ترانه‌سرایی دی‌انداچ منتشر شده‌است.

## جدول‌ها
| جدول (۲۰۱۹)                                  | بهترین جایگاه |
| -------------------------------------------- | ------------- |
| ژاپن (۱۰۰ آهنگ داغ بیلبورد ژاپن)             | ۳۴            |
| سنگاپور (آرآی‌ای‌اس)                           | ۱۱            |
| کره جنوبی (گائون)                            | ۱۰            |
| کره جنوبی (۱۰۰ آهنگ داغ کی-پاپ)              | ۱             |
| فروش ترانه‌های دیجیتال جهانی آمریکا (بیلبورد) | ۷             |

| جدول (۲۰۱۹)       | جایگاه |
| ----------------- | ------ |
| کره جنوبی (گائون) | ۱۲     |

| جدول (۲۰۱۹)       | جایگاه |
| ----------------- | ------ |
| کره جنوبی (گائون) | ۹۹     |

## گواهی‌نامه‌ها
| منطقه                                  | گواهی  | واحد گواهی‌شده/فروش |
| استریم                                 | استریم | استریم             |
| -------------------------------------- | ------ | ------------------ |
| ژاپن (آرآی‌ای‌جی)                        | Silver | ۳۰٬۰۰۰٬۰۰۰         |
| رقم فقط پخش جاری تنها بر پایهٔ گواهی‌ها. |        |                    |

## تاریخچه انتشار
| منطقه | تاریخ         | فرمت                   | ناشر               | منابع  |
| ----- | ------------- | ---------------------- | ------------------ | ------ |
| مختلف | ۲۹ ژوئیه ۲۰۱۹ | دانلود دیجیتال، استریم | جی‌وای‌پی انترتینمنت | [ ۱۱ ] |